# Холодний чай

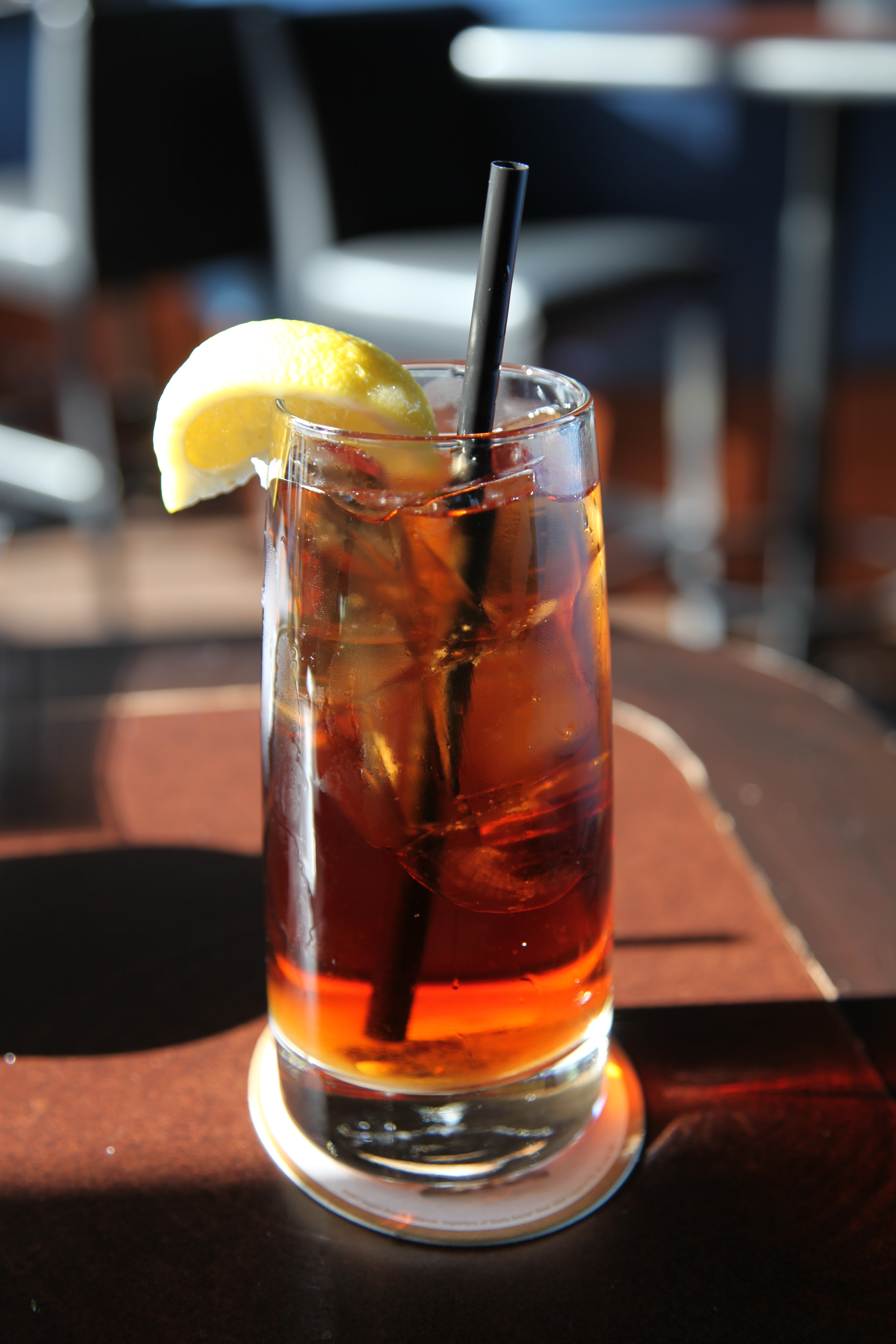
Чай з льодом і лимоном

Чай з льодом (або холодний чай) — одна з форм холодного чаю, як правило, подається в склянці з льодом. Може бути або не бути підсолоджений. Чай з льодом також є популярним напоєм в упаковці.
Чай з льодом можна змішувати з сиропом із різними смаками, в тому числі з лимоном, персиком, малиною, лаймом, маракуєю, полуницею і вишнею. Хоча більшість чаю з льодом отримує свій аромат від чайного листя (камелії китайської), відвар також іноді подають холодним і називають холодним чаєм. Чай з льодом іноді роблять особливо довгого замочування чайного листя при низьких температурах (одна година на сонці, а не 5 хвилин при 80-100 °C). Деякі люди називають цей чай «сонячним» або «чаєю з холодильника». Крім того, іноді чай також залишають на ніч у холодильнику.